# Assemblée nationale (Mali)
Pour les autres articles nationaux ou selon les autres juridictions, voir Assemblée nationale.
Assemblée actuellement dissoute
Bâtiment de l'Assemblée nationale
L'Assemblée nationale (en bambara : Depitebulon) constitue le parlement monocaméral du Mali. Ses membres portent le titre de députés et sont élus pour 5 ans au suffrage universel direct. Leur nombre est fixé par une loi organique. Actuellement il est de 147 répartis entre les cercles du Mali et les communes du District de Bamako.
Seul le président de l’Assemblée nationale (également président du Bureau) est élu pour la durée des cinq ans de la législature.
Le mandat des autres membres est renouvelé chaque année à la séance d’ouverture de la première session ordinaire.
L'assemblée est actuellement dissoute et remplacée provisoirement par le Conseil national de la transition.

## Historique
Dès la proclamation de l'indépendance, l'une des premières institutions de la République mise en place, était l'Assemblée Territoriale, cette assemblée voyant le jour à la suite de l’adoption de la Loi-cadre en 1956. Avant que le pays n'accède à sa souveraineté nationale, ses représentants siégeaient à l'Assemblée nationale et au Sénat français. 
À l'issue des élections pluralistes de 1957, l'Assemblée Territoriale était constituée de 57 députés de l'Union soudanaise, section du Rassemblement démocratique africain (US-RDA), parti de Modibo Keïta, de 7 députés de l'Union des populations de Bandiagara (UPB), et de 6
députés du Parti progressiste soudanais (PSP), formation de Fily Dabo Sissoko. En 1958, l’Assemblée Territoriale fut érigée en Assemblée Constituante de la République Soudanaise qui devint l'Assemblée législative de la République du Soudan. C'est cette Assemblée qui, par la Loi no 60-35/ALRS, proclama l'indépendance de la République soudanaise sous le nom de « République du Mali ». Après quoi, l'Assemblée législative de la République Soudanaise changea de nom pour devenir « Assemblée Nationale ».

## Système électoral
L'Assemblée nationale est composée de 147 sièges pourvus pour cinq ans au scrutin proportionnel plurinominal dans des circonscriptions électorales correspondant aux régions ainsi qu'au district de la capitale, Bamako. Les listes sont fermées, sans panachage ni vote préférentiel.
Ce système électoral doit être pour la première fois mis en œuvre lors des prochaines élections législatives. Auparavant, l'Assemblée nationale était composée de 147 sièges dont les membres étaient élus pour cinq ans selon un mode de scrutin mêlant scrutin uninominal majoritaire à deux tours et Scrutin plurinominal majoritaire.
Étaient ainsi à pourvoir 147 sièges dans 125 circonscriptions électorales correspondant à un siège par tranche de 60 000 habitants, avec un député minimum et un autre supplémentaire pour une éventuelle tranche restante de 40 000 habitants. Ces circonscriptions étaient pourvues pour celles d'un seul siège au scrutin uninominal majoritaire à deux tours, et pour celles de plusieurs sièges au Scrutin plurinominal majoritaireà deux tours via des listes bloquées. Dans la pratique, les électeurs votaient pour un candidat ou une liste de candidats, et celui ou celle arrivé en tête avec plus de 50 % des voix au premier tour était élu. À défaut, un second tour était organisé entre les deux candidats ou listes arrivés en tête, et celui ou celle recueillant le plus de voix était élu,.

## Liste des législatures

### 5elégislature(2014-2020)
Après la proclamation des résultats définitifs par la Cour constitutionnelle du mali le 31 décembre 2013, la 5e législature de l'assemblée nationale entame son mandat de cinq ans le 1er janvier 2014. Aussitôt convoquée en session extraordinaire le 21 janvier par le décret présidentiel no 2014-0029/P-RM, la cinquième législature a élu son président en la personne de Issaka Sidibé et a examiné le règlement intérieur en y apportant 17 amendements. Entre autres, le groupe parlementaire doit comporter 10 députés au lieu de 5 et le nombre de vice-présidents est composé de huit députés.
La 5e législature, pour mieux accomplir sa mission a procédé à l'installation de son bureau et des différentes commissions parlementaires (de travail) le mercredi 12 février 2014. En effet pour le bureau, après l'élection du président, s'est ensuivie celle des huit vice-présidents, des deux questeurs et des huit secrétaires parlementaires et de leurs formations politiques comme l'illustre les tableaux suivants :
| Vice-présidents    | Noms et partis politiques    |
| ------------------ | ---------------------------- |
| 1er Vice-président | Mamadou Tounkara (RPM)       |
| 2e Vice-président  | Amadou Thiam (APM)           |
| 3e Vice-président  | Amadou Cissé (VRD)           |
| 4e Vice-président  | Amadou Sounkouna (Adema)     |
| 5e Vice-président  | Aicha Belco Ba (RPM)         |
| 6e Vice-président  | Baga Ag Amadou (RPM)         |
| 7e Vice-président  | Guediouma Sanogo (FARE SADI) |
| 8e Vice-président  | Hady Niangadou (APM)         |

| Secrétaires parlementaires   | Noms et partis politiques  |
| ---------------------------- | -------------------------- |
| 1er Secrétaire Parlementaire | Moussa Timbiné (RPM)       |
| 2e Secrétaire Parlementaire  | Amadou Maiga (VRD)         |
| 3e Secrétaire Parlementaire  | Aziza Mohamed (Adema)      |
| 4e Secrétaire Parlementaire  | Rokia Traoré (RPM)         |
| 5e Secrétaire Parlementaire  | Cheick Nimaga (APM)        |
| 6e Secrétaire Parlementaire  | Maimouna Dramé (RPM)       |
| 7e Secrétaire Parlementaire  | Sory Kouriba (RPM)         |
| 8e Secrétaire Parlementaire  | Mohamed Ould Mohamed (RPM) |

| Questeurs    | Noms et partis politiques  |
| ------------ | -------------------------- |
| 1er Questeur | Mamadou Diarrassouba (RPM) |
| 2e Questeur  | Belco Bah (APM)            |

Après l'installation du bureau de l'hémicycle, les différentes commissions parlementaires ou de travail ont été créées, ainsi on a :
- Commission de l’Économie, des Finances, du Plan et de la Promotion du Secteur Privé :
  - Président : Abdine Koumare (RPM),
  - Vice-président : Lassana Koné (APM),
  - Rapporteur général : Yacouba Michel Kone (RPM).
- Commission du Développement Rural et de l’Environnement :
  - Président : Salia Togola,
  - Vice-président : Dédéou Traoré (VRD).
- Commission du Travail, de l’Emploi, de la Promotion de la Femme, de la Jeunesse, des Sports et de la Protection de l’Enfant :
  - Président : Schadrac Keita,
  - Vice-président : Moussa Diarra (RPM).
- Commission des Travaux Publics, de l’Habitat et des Transports :
  - Président : Yacouba Traoré (RPM),
  - Vice-président : Tiassé Coulibaly (APM).
- Commission des Affaires Étrangères, des Maliens de l’Extérieur et de l’Intégration :
  - Président : Mme Diallo Aissata Touré (RPM),
  - Vice-président : Niamé Keita (RPM).
- Commission de la Santé, du Développement Social et de la Solidarité :
  - Président : Kalilou Ouattara (RPM),
  - Vice-président : Boubacar Dianguiné Sissoko.
- Commission des Lois Constitutionnelles, de la Législation, de la Justice et des Institutions de la République :
  - Président : Idrissa Sangaré,
  - Vice-président : Drissa Tangara.
- Commission Défense Nationale, Sécurité et Protection Sociale :
  - Président : Karim Keita (RPM),
  - Vice-président : Idrissa Touré.
- Commission de l’Eau, de l’Énergie, des Industries, des Mines, de l’Artisanat, du Tourisme et des Technologies :
  - Président : Bakary Fomba,
  - Vice-président : Oumar Traoré.
- Commission de l’Administration Territoriale et de la Décentralisation :
  - Président : Amadou Araba Doumbia (FARE – SADI),
  - Vice-président : Souleymane Soumano (RPM).
- Commission de l’Éducation, de la Culture et de la Communication :
  - Présidente : Mme Haidara Aissata Haidara (APM),
  - Vice-président : Opré Makounou (URD).
- Commission de Contrôle :
  - Président : Abdoul Malick Diallo (URD),
  - Vice-présidente : Oumou Simbo Kéita (RPM).

#### Les groupes parlementaires de la5elégislature
Le 8 février 2014, au cours d'une séance extraordinaire, les députés ont mis en place les différents groupes parlementaires conformément au règlement intérieur de l'assemblée nationale. Ils sont au nombre de cinq, ce sont: le groupe RPM (70 députés), le groupe ADEMA-PASJ(16 députés), ensuite le groupe APM (alliance pour le Mali qui compte 27 députés), le groupe FARE-SADI(qui est constitué de 10 députés). Ces groupes parlementaires sont de la mouvance présidentielle et le groupe VRD(vigilance république démocratique qui se compose de l'urd, du parena et du prvm, compte 21 députés), qui fait figure d'opposition.

#### Représentants de l'Assemblée du Mali aux parlements régionaux
Au cours d'une séance plénière, les députés qui vont représenter le Mali au Parlement panafricain sont : Mamedi Sidibé et Belco Samassékou (RPM), Mme Haïdara Aïchata Cissé (APM), Soumaïla Cissé (VRD) et Sékou Fantamadi Traoré (ADEMA-PASJ).
Ceux qui siégeront au Parlement de la CEDEAO sont : Moussa Badiaga, Fatimata Niambali, Modibo Kane Cissé(RPM), Yaya Sangaré (ADEMA) et Abdoul Kadri Cissé (VRD).
Les députés au Comité interparlementaire de l'UEMOA sont : Toumani Diarra, Aminata Traoré, Ousmane Bathily (RPM), Karim Yossi (APM) et Daouda Coulibaly (FARE-SADI).

## Liste des présidents
- 22 septembre 1960 - 19 novembre 1968 : Mahamane Alassane Haïdara
- 1975 - 1985 : Mady Sangaré
- 1985 - 1991 : Sidiki Diarra
- 1992 - 2002 : Alioune Nouhoum Diallo
- 30 juillet 2002 - 3 septembre 2007 : Ibrahim Boubacar Keïta
- 3 septembre 2007 - 12 avril 2012 : Dioncounda Traoré
- 12 avril 2012 - 22 janvier 2014 : Younoussi Touré
- 22 janvier 2014 - 11 mai 2020 : Issaka Sidibé
- 11 mai 2020 - 18 août 2020 : Moussa Timbiné